# Artur Mikołajczewski
Artur Mikołajczewski, född 27 juni 1990, är en polsk roddare.

## Karriär
Mikołajczewski tävlade för Polen vid olympiska sommarspelen 2016 i Rio de Janeiro, där han tillsammans med Miłosz Jankowski slutade på 6:e plats i lättvikts-dubbelsculler. Vid olympiska sommarspelen 2020 i Tokyo slutade Mikołajczewski och Jerzy Kowalski på 8:e plats i lättvikts-dubbelsculler.
I september 2023 vid VM i Belgrad tog Mikołajczewski brons i lättvikts-singelsculler.